# Alfred (Texas)
Alfred es un lugar designado por el censo ubicado en el condado de Jim Wells en el estado estadounidense de Texas. En el Censo de 2010 tenía una población de 91 habitantes y una densidad poblacional de 28,2 personas por km².

## Geografía
Alfred se encuentra ubicado en las coordenadas 27°52′27″N 97°58′47″O / 27.87417, -97.97972. Según la Oficina del Censo de los Estados Unidos, Alfred tiene una superficie total de 3.23 km², de la cual 3.23 km² corresponden a tierra firme y (0%) 0 km² es agua.

## Demografía
Según el censo de 2010, había 91 personas residiendo en Alfred. La densidad de población era de 28,2 hab./km². De los 91 habitantes, Alfred estaba compuesto por el 64.84% blancos, el 0% eran afroamericanos, el 0% eran amerindios, el 0% eran asiáticos, el 0% eran isleños del Pacífico, el 35.16% eran de otras razas y el 0% pertenecían a dos o más razas. Del total de la población el 86.81% eran hispanos o latinos de cualquier raza.